# Антитело
Антитело или имуноглобулин (према међународној конвенцији обележавају се са Ig) је саставни део имунитета. Антитело је гликопротеин који се производи као резултат стимуланса антигена. Антитела су присутна у крви, лимфном систему, ткивима, као и мембранама слузокоже. Када се гликопротеини електрофорезом анализирају на основу њиховог наелектрисања, добијамо следећи резултат: постојање пет врста молекула имуноглобулина:
- албумин,[3]
- алфа 1 глобулин,[4]
- алфа 2 глобулин,
- бета глобулин и
- гама глобулин.

Као што можемо да видимо на графикону, гама глобулин је најшири и разлог томе је што се гама глобулин састоји од пет подкласа имуноглобулина, који су најактивнији у имуном систему: IgG, IgA, IgM, IgD, IgE. Ови имуноглобулини се разликују међу собом на основу молекуларне тежине, структуре, наелектрисања, секвенца амино киселина и угљеник хидрата.

## Структура имуноглобулина
Антитела су гликопротеини симетричне структуре изграђени од два идентична лака и два идентична тешка ланца. Продукују се у форми интегралних мембранских протеина на површини Б-лимфоцитa и у секретованој форми од стране антигеном стимулисаних Б-ћелија која су дистрибуирана у плазми, мукозним секретима и интерстицијалној течности. Асоцијације лаког са тешким ланцем, као и између два тешка ланца, су остварене посредством дисулфидних веза. Тешки и лаки ланци се састоје од амино-терминалног варијабилног (V) региона и карбокси-терминалног константног (C) региона.
Варијабилни региони учествују у препознавању антигена и поседују капацитет да вежу огроман број структурно различитих антигена. Варијабилни регион једног тешког ланца (VH) и варијабилни регион једног лаког ланца (VL) су наспрамни један другом и формирају антиген-везујуће место, тако да молекул антитела садржи два антиген-везујућа места.
У оквиру варијабилних региона тешких и лаких ланаца налазе се три хиперваријабилна региона око 10 аминокиселина дужине у којима је највећим делом сконцентрисана разлика у секвенци између различитих антитела. Хиперваријабилни региони VL и VH домена заједно у тродимензионалном простору формирају површину која је комплементарна тродимензионалној структури везаног антигена, одакле и потиче њихов назив, региони који детерминишу комплементарност (complementarity determining regions, CDRS). Почев од амино-краја названи су CDR1, CDR2 и најваријабилнији међу њима, CDR3.
Константни регион тешких ланаца посредује у ефекторским функцијама. Антитела се могу поделити на различите класе и субкласе на основу структурних разлика у оквиру константних региона тешких ланаца. Класе антитела, или изотипови, су IgA, IgD, IgE, IgG и IgM. Константни региони тешких ланаца свих антитела једног изотипа имају истоветну аминокиселинску секвенцу.
Секретовани IgG и IgE и сви мембрански Ig молекули су мономерни, за разлику од секретованих IgM и IgA који формирају мултимерне комплексе.
Постоје две класе, или изотипови, лаких ланаца κ и λ који се међусобно разликују по карбокси-терминалном константном региону.
Молекули антитела су флексибилни захваљујући зглобном региону, дужине од 10 до преко 60 аминокиселина, лоцираном у константном региону.